# サンセリフ (架空の国)
サンセリフ（San Serriffe）は、1977年にイギリスの新聞『ガーディアン』が4月1日付紙面で紹介した架空の国である。記事によればサンセリフはインド洋上の島嶼国家で、首都はボドニ、国土は二つの主島からなり、ちょうどセミコロンのような形状だとされていた。このように印刷用語を使った言葉遊びがふんだんに盛り込まれた内容から、記事が虚構であることは明白であったが、発行元には記事の内容を事実と誤解した読者から問い合わせが殺到した。
この記事をきっかけとして、イギリスのメディアは毎年エイプリルフールの企画を競うようになった。サンセリフの設定自体も一過性に終わらず、『ガーディアン』にはサンセリフのその後を伝える記事が時折掲載されている。架空の地名が必要な場合に、サンセリフの名が用いられていることもある。

## 記事
1977年4月1日、イギリスの新聞『ガーディアン』はインド洋の島国「サンセリフ」を取り上げた特集記事を掲載した。記事によれば、この国はセーシェル諸島の北東、コロンボからは1550マイル（約2500キロメートル）離れた場所に位置する島国である。国土面積は9724平方マイル（約25185平方キロメートル）、北のカイッサ・スペリオーレ（Caissa Superiore）と南のカイッサ・インフェリオーレ（Caissa Inferiore）の2島が国土を構成する主な島で、この2島でちょうどセミコロンの記号のような形状をなしている。首都ボドニ（Bodoni）はカイッサ・スペリオーレにあるほか、島の東側クラレンドンには港がある。カイッサ・インフェリオーレにはギル・サンズ（Gill Sands）という名の砂浜があり、北のギャラモンド（Garamondo）には観光客が訪れる。島が発見されたのは1421年のことで、その後ポルトガル人やスペイン人が進出した。イギリス領、ポルトガル領を経て1967年に独立、1971年にM・J・パイカ（M. J. Pica）が実権を握り、その統治下にある。大きな特徴として、国土が1年に1400メートルの割合で移動していることが挙げられる。セミコロン型の国土にぶつかる海流の影響で、島は徐々に東へ移動しているのだという。
このように記事はサンセリフの国情を詳細に述べた上で投資や訪問を促すもので、金融欄を別の場所に移動させて掲載されていた。ページ数は7ページにも及び、これは一つの主題に割かれたページ数としては第二次大戦以来であった。記事にはサンセリフの大麦がビールに与えた影響について述べたギネスの広告や、サンセリフ訪問時の写真撮影に使用するよう促すコダックの広告など、実在の企業が広告を出稿していた。
しかし、サンセリフは実際には存在せず、記事は全くの虚構であった。国名自体が印刷書体を指すサンセリフのもじりであるほか、ボドニ（Bodoni）、クラレンドン（Clarendon）、ギル・サンズ（Gill Sans）、ギャラモンド（Garamond）は書体名、パイカは印刷で使用される長さの単位であるなど、記事中に登場する固有名詞は印刷用語そのものか、用語のもじりとなっていた。カイッサ・スペリオーレ、カイッサ・インフェリオーレも英語に直せばアッパーケース（uppercase）、ロウアーケース（lowercase）となり、これはアルファベットの大文字、小文字をそれぞれ意味する。こうした言葉遊びをふんだんに盛り込んだ内容から、その分野に詳しい者が見れば記事が虚構であることは明白となっていた。

## 考案
この架空の国を考案したのは『ガーディアン』紙のフィリップ・デイヴィース（Phillip Davies）である。当時の新聞業界では、特集記事と称して特定の主題を取り上げ、関連する広告を集めることで広告収入を増加させることが広く行われており、月に1回程度は特集が組まれていた。デイヴィースは『フィナンシャル・タイムズ』紙が全く聞いたこともないような国の特集を組んでいることに着目し、1977年のエイプリルフール企画として、全くのでっち上げの国の特集を組むことを思いついた。当初、企画は1ページ程度の小規模なものが想定されていたが、社内でこの企画は大いに盛り上がったことから、ページ数は7ページに膨れ上がった。
当初、サンセリフは大西洋上のカナリア諸島に設定されていたが、記事の発表直前、1977年3月27日にカナリア諸島の一島テネリフェ島の空港でテネリフェ空港ジャンボ機衝突事故が発生した。一時は企画そのものが取りやめとなる可能性もあったが、国の場所をインド洋に移動させて対応することになり、気候の説明もそれに合わせて変更された。「浸食により国土が移動している」という設定はこの一件に影響されて付け加えられたものである。

## 反応
「海上をさまよう島」などという荒唐無稽な設定にもかかわらず、4月1日に記事が発表されると、『ガーディアン』にはサンセリフ旅行を希望する読者から追加情報を求める電話が殺到した。多くの読者が騙された要因として、1970年代以前のメディアによるエイプリルフールといえば、1957年にBBCが行った「スパゲッティの木」が目立つ程度で、こうした習慣はまだ一般化していなかった点があった。記事に盛り込まれた印刷用語による言葉遊びについても、パーソナルコンピュータの普及を通じて一般にも印刷用語が用いられるようになるのははるか後であり、一般読者にはなじみのないものであった。記事を企画したデイヴィースは、記事が珍奇さを強調しなからも、うそっぽく見えないというバランスを保っていたことを成功の理由として挙げている。
このように当時は一般化していなかったメディアによるエイプリルフール企画は、1980年代にはイギリスの各メディアがエイプリルフールに企画を行うようになり、以降は珍しいものではなくなった。

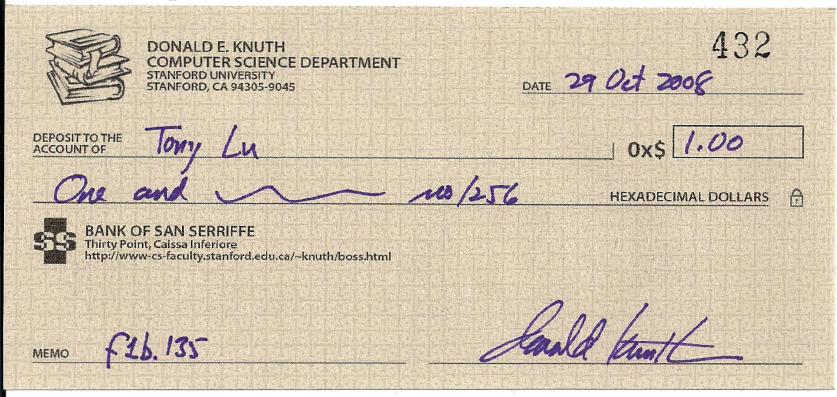
「サンセリフ銀行」の小切手。

サンセリフの設定の利用は『ガーディアン』にとどまらず、何らかの理由で架空の地名が必要な場合に使用されることもある。計算機科学者のドナルド・クヌースは有用な指摘を寄せた者に対する謝礼として従来小切手を送っていた。しかしクヌースから送られた小切手の写真を公開する者が多く、換金可能な小切手の写真を詐欺に悪用されるおそれが増していた。このため2006年以降は、サンセリフにある銀行が発行したという体裁で、小切手を模した証明書を送付するようになっている（クヌース賞金小切手）。

## 続報
『ガーディアン』はサンセリフの設定をこの年以降も続けて用いた。1978年のエイプリルフールには、今度はサンセリフで発行されている12紙の紙面という触れ込みで、イギリス各紙のパロディ版を掲載した。このうちの1紙、「SS GURDIAN」によれば、サンセリフは1977年10月には南シナ海にあったが、1978年時点ではイギリス沖にあり、セミコロンが上下逆になった姿になっているとされている。
- SS GUARDIAN（ガーディアン）
- SS FINANCIAL TIMES（フィナンシャル・タイムズ）
- THE SS TIMES（タイムズ）
- SS Morning Star（モーニング・スター、英国共産党による日刊紙）
- SS Mirror（デイリー・ミラー）
- The SSun（ザ・サン）
- SS Express（デイリー・エクスプレス）
- SS Daily Mai（デイリー・メール）
- The SS Irish Times（アイリッシュ・タイムズ）
- The SS Telegraph（デイリー・テレグラフ）
- SS Sunday Times
- News of the SS World（ニュース・オブ・ザ・ワールド）

1999年のエイプリルフールにはサンセリフ再訪報告記事を掲載した。